# Залізничний транспорт Аргентини

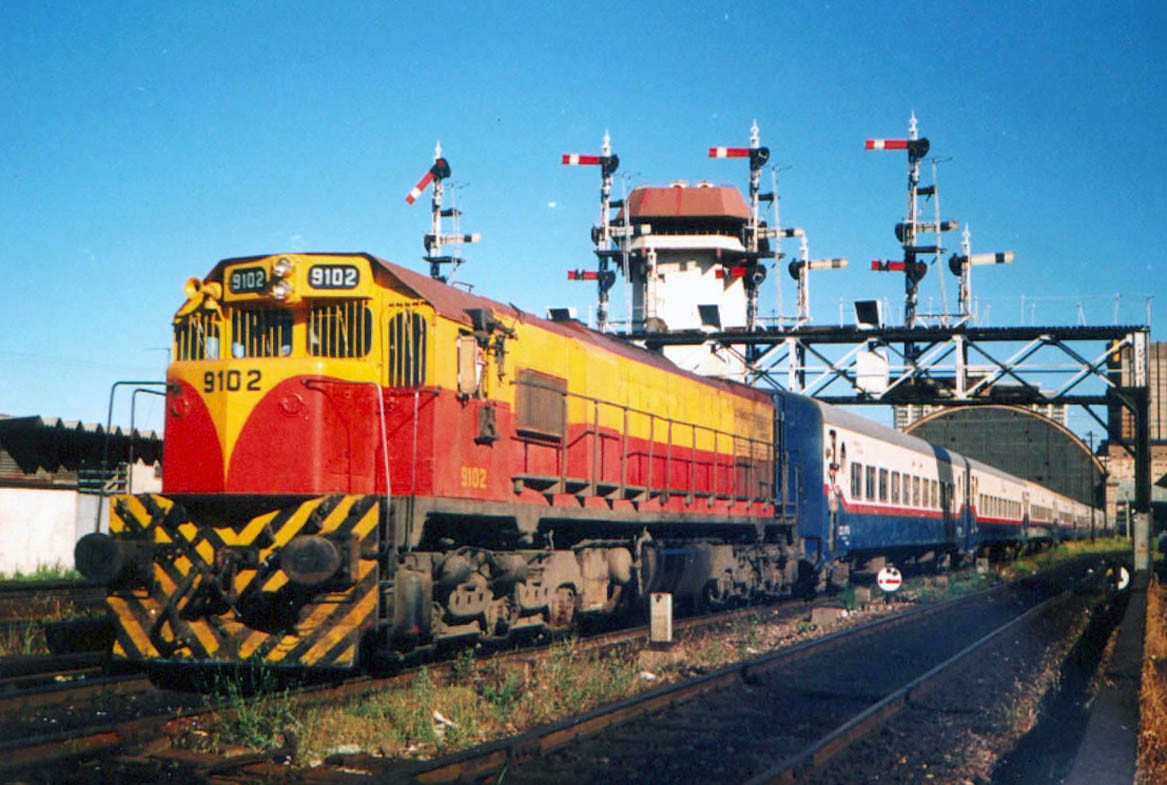
Потяг в Аргентині

Залізничний транспорт Аргентини — залізничні лінії та компанії на території Аргентини.
Перша залізнична лінія на території країни була збудована у 1897 році. У 1948 році залізниці країни — Ferrocarriles Argentinos були націоналізовані. Під час націоналізації були утворені компанії: Ferrocarril General Bartolomé Mitre, Ferrocarril General Manuel Belgrano, Ferrocarril Domingo Faustino Sarmiento, Ferrocarril General Roca, Ferrocarril General San Martín, Ferrocarril General Urquiza. У 1990 році розпочато процес приватизації залізниць на підставі концесій.
В Аргентині шість залізничних ліній. Їхня довжина станом на 1988 рік — 34909 км. До 1993 року довжина ліній зменшилась до 34,2 тисяч кілометрів, до 2010 року — до 31,4 тис. км.
Є також гірська залізниця. До 1984 року працювала Трансандинська залізниця.
У країні використовується залізнична колія чотирьох різних стандартів: 750 мм, 1000 мм, 1435 мм і 1676 мм. Окрім того експлуатується ділянка довжиною 8 км декавілевської колії шириною 500 мм.
Станом на 1988 рік довжина залізниць із шириною колії 750 мм — 400 км,
Електрифіковано тільки незначну частину залізничної мережі: на 1988 рік 40 км на змінному струмі 25 кВ, 169 км на постійному струмі 600 і 800 В. До 1993 року протяжність електрифікованих ліній зросла до 367 км. Електрифікованих доріг у 2003 році — 167 км.
У липні 2010 року між Китаєм та Аргентиною було укладено угоди про спільний розвиток залізничного транспорту в Аргентині. Цими угодами передбачено постачання рухомого складу, реконструкцію залізниці Ferrocarril Belgrano Sur.